# Journal of Fixed Point Theory and Applications
Journal of Fixed Point Theory and Applications ist eine seit 2007 in englischer Sprache erscheinende mathematische Fachzeitschrift, die von Springer Basel herausgegeben wird. 
Sie veröffentlicht Forschung aus allen Disziplinen, in denen Fixpunkttheorie eine wesentliche Rolle spielt. Dazu gehören neue Entwicklungen in Fixpunkttheorie und damit zusammenhängenden topologischen Methoden, Verzweigungen zu globaler Analysis, dynamischen Systemen und symplektischer Topologie, signifikante Anwendungen in nichtlinearer Analysis, mathematischer Ökonomie und Berechnungstheorie, und Beiträge zu wichtigen Problemen in Geometrie, Fluiddynamik und mathematischer Physik.